# پزشکی (نشریه علمی)
پزشکی یک مجله پزشکی داوری همتا با دسترسی آزاد است که توسط ولترز کلوور منتشر می شود . این مجله در سال ۱۹۲۲ تاسیس شد. از بین مجلات پزشکی که از سال ۱۹۵۹ هنوز در دست چاپ هستند، مجله پزشکی بین سالهای ۱۹۵۹ تا ۲۰۰۹ بیشترین تعداد استناد را به ازای هر مقاله داشته است.  این مجله همه جنبه های پزشکی بالینی را پوشش می دهد و در بیش از ۴۳ موضوع تخصصی منتشر می شود.